# Quandle
Ein Quandle ist in der Mathematik eine algebraische Struktur, die vor allem in der Knotentheorie Anwendung findet.

## Definition
Ein Quandle ist eine Menge {\displaystyle Q} mit einer Operation {\displaystyle \triangleright }, so dass für alle {\displaystyle x,y,z\in Q} gilt:
(i) {\displaystyle x\triangleright x=x}
(ii) die durch {\displaystyle f_{y}(x)=x\triangleright y} definierte Abbildung {\displaystyle f_{y}\colon Q\to Q} ist eine Bijektion
(iii) {\displaystyle (x\triangleright y)\triangleright z=(x\triangleright z)\triangleright (y\triangleright z)}.
Bedingung (iii) heißt Selbstdistributivität.
Weil {\displaystyle f_{y}} eine Bijektion ist, gibt es eine inverse Abbildung {\displaystyle f_{y}^{-1}\colon Q\to Q}. Die Operation {\displaystyle \triangleright ^{-1}} wird für {\displaystyle x,y\in Q} durch
{\displaystyle x\triangleright ^{-1}y:=f_{y}^{-1}(x)}
definiert.

## Reidemeister-Bewegungen
Die Quandle-Operationen lassen sich mittels der Reidemeister-Bewegungen von Knotendiagrammen interpretieren:

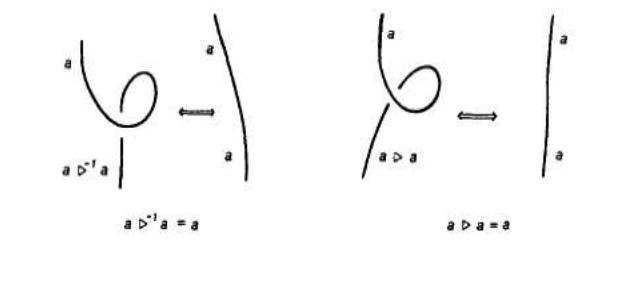
Reidemeister I
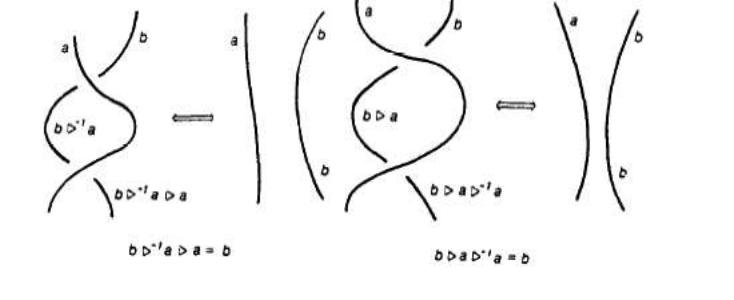
Reidemeister II
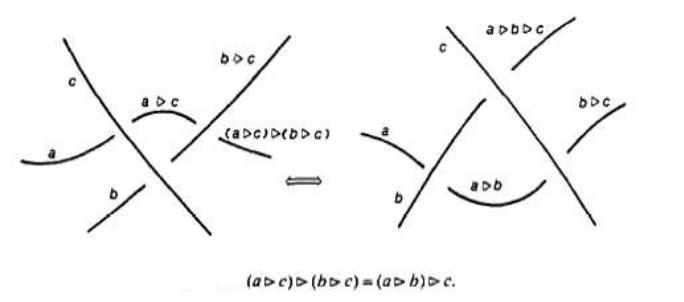
Reidemeister III

## Beispiele
- Jede abelsche Gruppe {\displaystyle A} ist ein Quandle mit der Operation

{\displaystyle x\triangleright y=2y-x}.
- Für eine Gruppe {\displaystyle G} und {\displaystyle n\in \mathbb {N} } definiert man den Quandle {\displaystyle Conj_{n}(G)} als die Menge {\displaystyle G} mit der Operation

{\displaystyle x\triangleright y=y^{-n}xy^{n}}.
- Für eine Gruppe {\displaystyle G} definiert man den Quandle {\displaystyle Core(G)} als die Menge {\displaystyle G} mit der Operation

{\displaystyle x\triangleright y=yx^{-1}y}.
- Jeder {\displaystyle \mathbb {Z} \left[t^{\pm 1}\right]}-Modul ist ein Quandle mit der Operation

{\displaystyle x\triangleright y=tx+(1-t)y}.
Diese Quandle werden als Alexander-Quandle bezeichnet.
- Der Fundamentalquandle eines Knotens (oder allgemeiner einer Verschlingung) {\displaystyle K\subset S^{3}} ist definiert wie folgt. Sei {\displaystyle X_{K}=S^{3}\setminus int(N(K))} das Komplement einer regulären Umgebung und {\displaystyle x_{0}\in \partial X_{K}}. Definiere

{\displaystyle Q(K)=\pi _{1}(C(K),\partial C(K),x_{0})}
mit der (wohldefinierten) Verknüpfung
{\displaystyle \left[\gamma _{1}\right]\triangleright \left[\gamma _{2}\right]=\left[\gamma _{2}\circ m_{\gamma _{2}(1)}\circ \gamma _{2}^{-1}\circ \gamma _{1}\right]},
wobei {\displaystyle m_{\gamma _{2}(1)}} den Meridian durch {\displaystyle \gamma _{2}(1)} bezeichnet.